# قائمة أعمال عمر الشريف
عمر الشريف (10 أبريل 1932 – 10 يوليو 2015)، من أشهر الممثلين المصريين على مستوى العالم ومن أشهر أدواره العالمية دكتور جيفاغو، الفتاة المرحة ولورنس العرب. ترشح الشريف لجائزة الأوسكار كما نال ثلاث جوائز غولدن غلوب وجائزة سيزر.

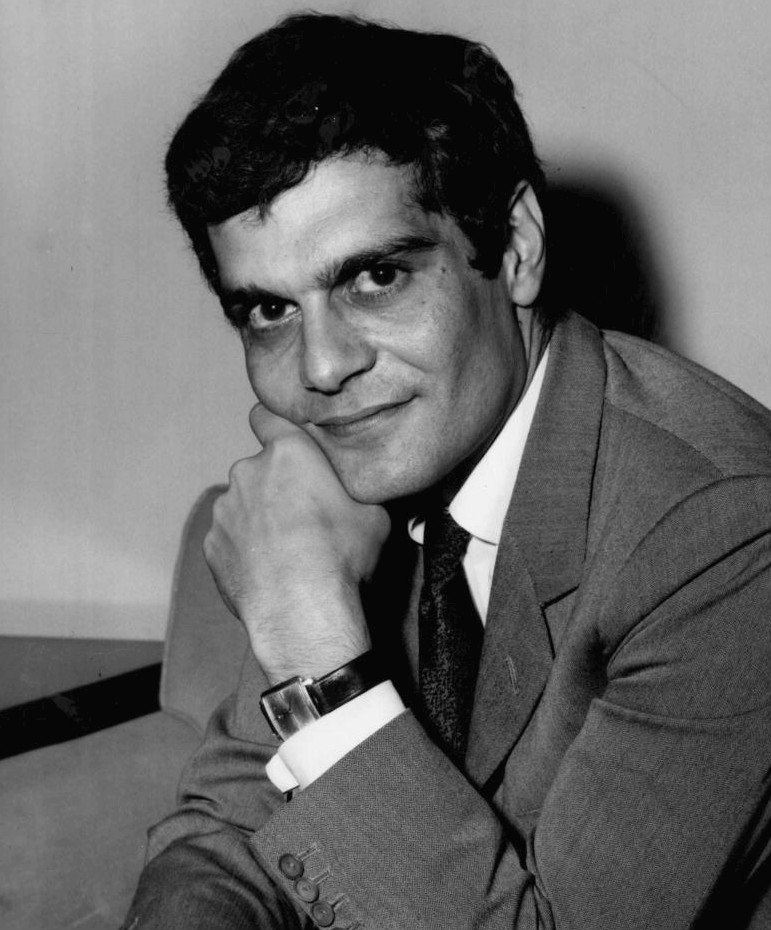

كانت بدايته في السينما عندما التقى المخرج يوسف شاهين الذي علم بقصة حبه للتمثيل وقدمه في دور البطولة أمام فاتن حمامة في فيلم «صراع في الوادي» الذي لقي الكثير من الجماهيرية ما جعل عمر الشريف وفاتن حمامة ثنائي لايفترق. وفي عام 1955 تزوج عمر الشريف من فاتن حمامة -بعد أن أعلن إسلامه- وأنجبا صبيّاً يدعى طارق. أما الأفلام التي جمعت بينه وبين فاتن حمامة على مدار مشواره الفني فهي صراع في الوادي (1954)، أيامنا الحلوة (1955)، صراع في الميناء (1956)، لا أنام (1957)، سيدة القصر (1958)، نهر الحب (1961)، أرض السلام (1957).
في أوائل الستينيات التقى بالمخرج العالمي دافيد لين الذي اكتشفه وقدمه في العديد من الأفلام، ومع انشغال عمر بالعالمية بدأ في إهمال زوجته وبيته مما أدى إلى انفصاله عن فاتن حمامة في منتصف السبعينيات.
بعد نجاحه منقطع النظير في فيلمه الأول "لورنس العرب Lawrence of Arabia" في عام 1962 لقي شهرة جماهيرية كبيرة وأصبح العالم الغربي كله يتابع أفلامه. واستمر عمر مع نفس المخرج دافيد لين (David Lean) ليلعب عدة أدوار في عده أفلام منها فيلم دكتور جيفاغو وفيلم "الرولز رويس الصفراء (The Yellow Rolls Royce) وفيلم "الثلج الأخضر Green Ice"، وغيرها الكثير في الأعوام التالية.
وفي السبعينيات، قام بتمثيل فيلم «الوادي الأخير The Last Valley» عام 1971، وفيلم «بذور التمر الهندي The Tamarind Seed»، "Jaggernaut" عام 1974، إلا أنها لم تلاقِ النجاح المنتظر نظراً لابتعاد الغرب عن الأفلام الرومانسية في ذلك الوقت. وبعد ذلك قل ظهوره مما اضطره إلى تمثيل أدوار مساعدة مثل دوره في فيلم «النمر الوردي يضرب مجدداً The Pink Panther Strikes Again» عام 1976.
قام عمر الشريف بتمثيل أدوار كوميدية منها دوره في فيلم «السر Top Secret» عام 1984، وبعدها ابتعد عن الساحة الفنية واكتفى بظهوره في البرامج والمسلسلات والسهرات كضيف شرف، الذي يساعد ظهوره لدقائق في أي فيلم على نجاحه كما في فيلم «المحارب الثالث عشر The 13 Warrior» عام 1999، كما ظهر أيضًا في الكثير من الأفلام التلفزيونية.
اشتهر عمر الشريف في أفلامه الأجنبية بشخصية الرجل الهادئ والغامض واللطيف والمغري للنساء، بينما مثل في أفلامه العربية جميع الشخصيات الهزلية والأدوار الجادة والرومانسية والكلاسيكية. وفي أثناء غيابه عن مصر كان لا يتوقف عن العمل في مسلسلات إذاعية مصرية منها «أنف وثلاث عيون» و«الحب الضائع»، وبعد انحسار الأضواء العالمية عنه عاد إلى مصر في التسعينيات وتفرغ للعمل العام.

## أعماله

### الأفلام المصرية

ملصق فيلم صراع في الميناء 1956

ملصق فيلم إشاعة حب 1960

ملصق فيلم حسن ومرقص 2008

| السنة | الفيلم           | بمشاركة                                                                 | الدور                             |
| ----- | ---------------- | ----------------------------------------------------------------------- | --------------------------------- |
| 1954  | صراع في الوادي   | فاتن حمامة، زكي رستم، فريد شوقي                                         | أحمد                              |
| 1954  | شيطان الصحراء    | مريم فخر الدين، لولا صدقي، عبد الغني قمر                                | عصام                              |
| 1955  | أيامنا الحلوة    | فاتن حمامة، عبد الحليم حافظ، أحمد رمزي                                  | أحمد                              |
| 1956  | صراع في الميناء  | فاتن حمامة، أحمد رمزي                                                   | رجب                               |
| 1957  | لا أنام          | فاتن حمامة، مريم فخر الدين، يحيى شاهين، عماد حمدي، هند رستم، رشدي أباظة | عزيز                              |
| 1957  | أرض السلام       | فاتن حمامة، عبد السلام النابلسي، عبد الوارث عسر                         | أحمد                              |
| 1958  | شاطئ الأسرار     | ماجدة، تحية كاريوكا                                                     | ممدوح                             |
| 1958  | غلطة حبيبي       | شادية، زوزو نبيل، حسين رياض                                             | المهندس صلاح                      |
| 1958  | سيدة القصر       | فاتن حمامة، زوزو ماضي، عمر الحريري، إستفان روستي، إلهام زكي             | عادل                              |
| 1959  | صراع في النيل    | هند رستم، رشدي أباظة                                                    | محسّب                              |
| 1959  | إحنا التلامذة    | تحية كاريوكا، شكري سرحان، يوسف فخر الدين                                | عادل                              |
| 1959  | موعد مع المجهول  | سامية جمال، هالة شوكت                                                   | مجدي                              |
| 1959  | فضيحة في الزمالك | مريم فخر الدين، محسن سرحان، محمود المليجي، برلنتي عبد الحميد            | أحمد                              |
| 1959  | من أجل امرأة     | ليلى فوزي، محمود المليجي، آمال فريد                                     | شكري                              |
| 1960  | نهر الحب         | فاتن حمامة، زكي رستم، عمر الحريري، زهرة العلا، فؤاد المهندس             | خالد                              |
| 1960  | إشاعة حب         | سعاد حسني، يوسف وهبي، عبد المنعم إبراهيم، إحسان شريف                    | حسين                              |
| 1960  | حبي الوحيد       | نادية لطفي، كمال الشناوي                                                | عادل                              |
| 1960  | لوعة الحب        | شادية، أحمد مظهر                                                        | حسن - عطشجي القطار                |
| 1960  | حلاق السيدات     | إسماعيل ياسين، عبد السلام النابلسي، كريمة، زينات صدقي                   | تعليق صوتي                        |
| 1960  | بداية ونهاية     | فريد شوقي، أمينة رزق، آمال فريد، سناء جميل، كمال حسين                   | حسنين                             |
| 1961  | في بيتنا رجل     | زبيدة ثروت، رشدي أباظة، زهرة العلا، حسن يوسف                            | إبراهيم حمدي                      |
| 1961  | غرام الأسياد     | لبنى عبد العزيز، أحمد مظهر، شويكار                                      | عصام مراد                         |
| 1965  | المماليك         | نبيلة عبيد، عماد حمدي، حسين رياض                                        | أحمد                              |
| 1983  | أيوب             | فؤاد المهندس، مديحة يسري، محمود المليجي، آثار الحكيم، مصطفى فهمي        | أيوب / عبد الحميد السكري          |
| 1989  | الأراجوز         | ميرفت أمين، هشام سليم                                                   | محمد جاد الكريم                   |
| 1991  | المواطن مصري     | عزت العلايلي، صفية العمري                                               | عبد الرازق الشرشابي               |
| 1993  | ضحك ولعب وجد وحب | عمرو دياب، يسرا                                                         | والد أدهم                         |
| 2008  | حسن ومرقص        | عادل إمام، لبلبة، هناء الشوربجي، محمد إمام، شيري عادل                   | مرقص عبد الشهيد / محمود سيف الدين |
| 2010  | المسافر          | خالد النبوي، سيرين عبد النور، عمرو واكد، شريف رمزي، بسمة                | حسن - في مرحلة الشيخوخة           |

### الأفلام العالمية
| السنة | اسم الفيلم                        | الاسم الأصلي                         | البلد المنتج     | الدور                  |
| ----- | --------------------------------- | ------------------------------------ | ---------------- | ---------------------- |
| 1956  | المهمة اللبنانية                  | La châtelaine du Liban               | فرنسا            | مقرر                   |
| 1958  | جحا                               | Goha                                 | فرنسا            | جحا                    |
| 1962  | لورنس العرب                       | Lawrence of Arabia                   | المملكة المتحدة  | الشريف علي             |
| 1964  | انظر الحصان الشاحب                | Behold a Pale Horse                  | الولايات المتحدة | فرانسيسكو              |
| 1964  | سقوط الإمبراطورية الرومانية       | The Fall of the Roman Empire         | الولايات المتحدة | سهيموس                 |
| 1964  | الرولز رويس الصفراء               | The Yellow Rolls-Royce               | المملكة المتحدة  | دافيتش                 |
| 1965  | جنكيز خان                         | Genghis Khan                         | الولايات المتحدة | جنكيز خان              |
| 1965  | دكتور جيفاغو                      | Doctor Zhivago                       | الولايات المتحدة | دكتور يوري جيفاغو      |
| 1965  | المغامرة الرائعة لماركو بولو      | La fabuleuse aventure de Marco Polo  | إنتاج مشترك      | شيخ علاء حو            |
| 1966  | الخشخاش هو أيضا زهرة              | The Poppy Is Also a Flower           | إنتاج مشترك      | د. رعد                 |
| 1967  | ليلة الجنرالات                    | The Night of the Generals            | إنتاج مشترك      | ميجور جراو             |
| 1967  | أكثر من معجزة                     | C'era una volta                      | إيطاليا          | الأمير رودريجو         |
| 1968  | الفتاة المرحة                     | Funny Girl                           | الولايات المتحدة | نيكي أرنيستين          |
| 1968  | مايرلنغ                           | Mayerling                            | إنتاج مشترك      | ولي العهد رودولف       |
| 1969  | ذهب ماكينا                        | Mackenna's Gold                      | الولايات المتحدة | جون كولورادو           |
| 1969  | الموعد                            | The Appointment                      | الولايات المتحدة | فيديريكو فيندي         |
| 1969  | تشي!                              | Che!                                 | الولايات المتحدة | تشي جيفارا             |
| 1969  | ثلاثة رجال على حصان               | Trois hommes sur un cheval           | فرنسا            | مراهن                  |
| 1971  | الوادي الأخير                     | The Last Valley                      | الولايات المتحدة | فوغل                   |
| 1971  | الفرسان                           | The Horsemen                         | الولايات المتحدة | أوراز                  |
| 1971  | اللصوص                            | La casse                             | إنتاج مشترك      | أبل زكريا              |
| 1972  | الحق في الحب                      | Le Droit d'aimer                     | فرنسا            | بيير                   |
| 1973  | الجزيرة الغامضة والكابتن نيمو     | La isla misteriosa y el capitán Nemo | إنتاج مشترك      | الكابتن نيمو           |
| 1974  | بذور التمر الهندي                 | The Tamarind Seed                    | إنتاج مشترك      | فيودور سفيردلوف        |
| 1974  | مهارة عالية                       | Juggernaut                           | الولايات المتحدة | الكابتن أليكس برونيل   |
| 1975  | سيدة مرحة                         | Funny Lady                           | الولايات المتحدة | نيكي أرنيستين          |
| 1976  | الجريمة والعاطفة                  | Crime and Passion                    | ألمانيا الغربية  | أندريه فيرن            |
| 1976  | النمر الوردي يضرب مجددا           | The Pink Panther Strikes Again       | إنتاج مشترك      | قاتل مصري              |
| 1979  | أشانتي                            | Ashanti                              | الولايات المتحدة | الأمير حسن             |
| 1979  | سلالة                             | Bloodline                            | إنتاج مشترك      | إيفو بالاتزي           |
| 1980  | إس إتش إيه: خبراء المخاطر الأمنية | S.H.E: Security Hazards Expert       | إنتاج مشترك      | البارون سيزار ماغناسكو |
| 1980  | رصاصة بالتيمور                    | The Baltimore Bullet                 | الولايات المتحدة | الشماس                 |
| 1980  | يا لكلب السماوية                  | Oh! Heavenly Dog                     | الولايات المتحدة | مالكوم بارت            |
| 1981  | إنتشون                            | Inchon                               | إنتاج مشترك      | عميد هندي              |
| 1981  | الثلج الأخضر                      | Green Ice                            | المملكة المتحدة  | مينو أرجينتي           |
| 1984  | سري للغاية                        | Top Secret!                          | الولايات المتحدة | العميل سيدريك          |
| 1988  | الهرم الأزرق                      | Les Pyramides bleues                 | إنتاج مشترك      | أليكس                  |
| 1988  | الممسوسون                         | Les Possédés                         | فرنسا            | ستيفان                 |
| 1988  | مفاتيح الحرية                     | Keys to Freedom                      | الولايات المتحدة | جوناثان                |
| 1990  | جبال القمر                        | Mountains of the Moon                | الولايات المتحدة | زعيم عربي بالقاهرة     |
| 1990  | رحلة حب                           | Viaggio d'amore                      | إيطاليا          | ريكو                   |
| 1990  | سارق قوس قزح                      | The Rainbow Thief                    | المملكة المتحدة  | ديما                   |
| 1991  | الأم                              | Mayrig                               | فرنسا            | هاغوب                  |
| 1992  | 588 شارع الجنة                    | 588 rue paradis                      | فرنسا            | هاغوب                  |
| 1992  | ما بعد العدالة                    | Beyond Justice                       | إيطاليا          | الأمير بني زهر         |
| 1992  | الخطيئة السماوية                  | Tengoku no Taizai                    | اليابان          | تساي مانج هو           |
| 1998  | الجنة قبل أن أموت                 | Heaven Before I Die                  | الولايات المتحدة | جبران خليل جبران       |
| 1999  | المحارب الثالث عشر                | The 13th Warrior                     | الولايات المتحدة | ملكي صادق              |
| 2001  | سينسور                            | Censor                               | الهند            |                        |
| 2001  | ضابط الإفراج المشروط              | The Parole Officer                   | المملكة المتحدة  | فيكتور                 |
| 2003  | السيد إبراهيم                     | Monsieur Ibrahim                     | فرنسا            | السيد إبراهيم          |
| 2004  | هيدالغو                           | Hidalgo                              | الولايات المتحدة | الشيخ رياض             |
| 2006  | نار في قلبي                       | Fuoco su di me                       | إيطاليا          | برينسيب نيكولا         |
| 2006  | ليلة واحدة مع الملك               | One Night with the King              | الولايات المتحدة | الأمير ميموكان         |
| 2008  | 10000 ق م                         | 10,000 BC                            | الولايات المتحدة | الراوي                 |
| 2009  | نسيت أن أخبرك                     | I Forgot to Tell You                 | إنتاج مشترك      | جوم                    |
| 2013  | قلعة في إيطاليا                   | Un château en Italie                 | فرنسا            |                        |
| 2013  | روك القصبة                        | Rock the Casbah                      | إنتاج مشترك      | مولاي حسن بن عمور      |

### المسلسلات
- The Last Templar (مسلسل قصير):2009- قسطنطين
- حنان وحنين:2007
- The Ten Commandments (مسلسل قصير):2006- جيثرو
- Kronprinz Rudolf:2006- هانز كانون
- Urban Myth Chillers:2003- سائق التاكسي
- Gulliver's Travels (مسلسل قصير):1996- الساحر
- Mayrig (مسلسل قصير):1993-هاجوب
- Il principe del deserto (مسلسل قصير):1991- امير بني زهر
- Quattro piccole donne:1989
- Le roi de Patagonie (مسلسل قصير):1990- القنصل
- The Mind of David Berglas:1986
- Harem:1986- السلطان حسن
- Anastasia: The Mystery of Anna:1986- سيزار نيكولاس الثاني
- Peter the Great (مسلسل قصير):1985-الأمير فيودور رومودانوفسكي
- Vicious Circle:1985-جارسين
- The Far Pavilions (مسلسل قصير):1984- كودا داد
- The Mysterious Island - L'île mystérieuse (مسلسل قصير):1973- كابتن نيمو
- الحب الضائع (مسلسل إذاعي):1969- عمر
- أنف وثلاث عيون (مسلسل إذاعي)

### أعمال أخرى
- 1001 Inventions and the World of Ibn Al-Haytham (فيلم قصير):2015- الجد
- San Pietro (فيلم تلفزيوني):2005- القديس بيترو
- البحث عن مصر الابدية (فيلم تلفزيوني):2005- الراوي
- Shaka Zulu: The Citadel (فيلم تلفزيوني):2001-السلطان
- Going Public (فيديو):2000
- mysteries of egypt (فيلم وثائقي/تسجيلي):2000- الجد
- Ça-Va? (فيلم قصير):1996
- Catherine the Great (فيلم تلفزيوني):1995- رازموفيسكي
- Lie Down with Lions (فيلم تلفزيوني):1994- سفر خان
- Mrs. 'Arris Goes to Paris (فيلم تلفزيوني):1992- ماركوس هوبوليت
- Memories of Midnight (فيلم تلفزيوني):1991- قسطنطين ديمتريس
- Grand Larceny (فيلم تلفزيوني):1987- راشد سعود
- Edge of the Wind (فيلم تلفزيوني):1985- ماك كروكاديل
- La Martingale (فيلم تلفزيوني):1983- اليكس جوسكي
- Pleasure Palace (فيلم تلفزيوني):1980- لوي لوفيفر

## روابط خارجية
- قائمة أعمال عمر الشريف في قاعدة بيانات الأفلام على الإنترنت
- Omar Sharif at elcinema.com (Arabic)
- The Making of Lawrence of Arabia, Digitised الأكاديمية البريطانية لفنون السينما والتلفزيون Journal (Winter 1962–1963)
- Omar Sharif نسخة محفوظة 30 أغسطس 2021 على موقع واي باك مشين. (Aveleyman)
- قائمة أعمال عمر الشريف على موقع فايند أغريف